# Funiculina quadrangularis
Funiculina quadrangularis (Pallas, 1766) è un ottocorallo pennatulaceo della famiglia Funiculinidae.

## Descrizione
È un ottocorallo coloniale le cui colonie, a forma di frusta, possono raggiungere i 2 m di altezza. I polipi, di colore dal bianco al rosa, sono irregolarmente disposti lungo il rachide centrale, che ha una caratteristica sezione quadrangolare.

## Biologia
Le "praterie" di Funiculina forniscono habitat e protezione a diverse specie di crostacei, tra cui Parapenaeus longirostris e Nephrops norvegicus, e  cefalopodi, tra cui Eledone cirrhosa, Illex illecebrosus e Todaropsis eblanae.

## Distribuzione e habitat
Questa specie è ampiamente distribuita nel mar Mediterraneo e nell'Atlantico nord-orientale; segnalazioni della sua presenza in Madagascar, Giappone e Nuova Zelanda, fanno supporre una distribuzione cosmopolita.
Predilige fondali sabbiosi o detritici, da 20 a oltre 2.000 m di profondità.

## Conservazione
La Lista rossa IUCN classifica Funiculina quadrangularis come specie vulnerabile.